# Aleksej Semjonovič Kologrivov
Aleksej Semjonovič Kologrivov (rusko Алексей Семёнович Кологривов), ruski general, * 1776, † 1818.
Bil je eden izmed pomembnejših generalov, ki so se borili med Napoleonovo invazijo na Rusijo; posledično je bil njegov portret dodan v Vojaško galerijo Zimskega dvorca.

## Življenje
31. decembra 1791 je vstopil v dvorno službo in 14. novembra 1802 je bil povišan v poročnika. V letih 1805-1807 je sodeloval v bojih proti Francozom, za kar je bil 31. marca 1810 povišan v polkovnika. 29. oktobra istega leta je postal poveljnik 49. lovskega polka, ki je bil v sestavi 3. brigade 27. pehotne divizije 2. zahodne armade. Zaradi zaslug med veliko patriotsko vojno je bil 15. septembra 1813 povišan v generalmajorja in 31. avgusta 1815 je postal poveljnik celotne brigade. 
11. decembra 1816 je bil zaradi ran odpuščen iz vojaške službe. 
Upodobljen je na srebrni medalji udeleženca patriotske vojne leta 1812 (model 1817), na vratu križev reda svete Ane 2. stopnje z diamanti in reda svetega Vladimirja 3. stopnje. 